# Josh Lindblom
Joshua William Lindblom (Lafayette, Indiana, 15 de junio de 1987) es un lanzador de béisbol profesional americano para Los Angeles Dodgers, Filis de Filadelfia, Texas Rangers, Oakland Athletics Pittsburgh Pirates y Milwaukee Brewers de las Grandes Ligas de Béisbol, así como en los Gigantes de Lotte y Doosan Bears de la Liga de la Organización Coreana de Béisbol. 

## Carrera

### Universidad y ligas menores
Lindblom asistió a la secundaria en la Escuela Harrison. Fue seleccionado en la tercera ronda del Draft 2005 MLB por los Astros de Houston tras ser listado por Baseball America como el mejor prospecto en el estado de Indiana. Tuvo un récord de 8-2 como un estudiante de instituto con una efectividad de 2.30 y 117 ponches en 76 entradas. En lugar de firmar con los Astros, Lindblom decidió asistir a la Universidad de Tennessee.
Después de una temporada con los voluntarios, es transferido a la Universidad de Purdue para la temporada 2007. Fue catalogado como uno de los 75 mejores jugadores de béisbol universitario estadounidense.

### Con los Dodgers de Los Ángeles
Lindblom fue seleccionado por los Dodgers de Los Ángeles en la segunda ronda del draft de la MLB de 2008 e hizo su debut en el béisbol profesional ese mismo año con los Great Lakes Loons Single-A, en la Midwest League. Comenzó ocho juegos para los Loons, terminando 0-0 con una efectividad de 1.86 en 29 entradas trabajadas. Ponchó a 33 bateadores y solo dio boletos a 4. Fue llamado al final de la temporada a los AA Jacksonville Suns, donde hizo una apertura.
En 2009, Lindblom lanzó en varios juegos de entrenamiento de primavera para los Dodgers, y se especuló que incluso podría formar parte del club de grandes ligas para comenzar la temporada. Sin embargo, en cambio, fue asignado para comenzar el año con la nueva filial doble A de los Dodgers, Chattanooga Lookouts. Hizo 14 apariciones para los Lookouts, incluidas 11 aperturas y tuvo un récord de 3-5 y una efectividad de 4.71 cuando fue ascendido a AAA Albuquerque Isotopes. Con los Isotopes, Lindblom hizo tres aperturas y luego fue transferido al bullpen. Tuvo una efectividad de 2.54 en 20 juegos y tuvo marca de 3-0.
En 2010, Lindblom pasó toda la temporada con Albuquerque. Hizo 10 aperturas con los Isótopos, antes de que decidieran devolverlo a ser lanzador de relevo. Terminó la temporada 3-2 con efectividad de 6.54 en 40 apariciones. Fue degradado a Chattanooga en 2011, donde comenzó la temporada con siete salvamentos y efectividad de 2.96 en 19 juegos.
El 29 de mayo de 2011, Lindblom fue convocado por los Dodgers. Hizo su debut en las Grandes Ligas como relevista el 1 de junio de 2011, contra los Rockies de Colorado, permitiendo dos hits en una séptima entrada sin anotaciones durante la derrota de los Dodgers por 3-0. El 12 de agosto de 2011, ganó su primer juego, lanzando una décima entrada en blanco contra los Astros de Houston en un juego que los Dodgers ganaron 1-0 en la parte baja de esa entrada. Lanzó 29,2 entradas para los Dodgers en 2011, con efectividad de 2,73 y 28 ponches.

### Filis de Filadelfia
El 31 de julio de 2012, Lindblom fue traspasado a los Filis de Filadelfia junto con el prospecto Ethan Martin por el jardinero Shane Victorino. Apareció en 26 juegos para los Filis, con récord de 1-3 y efectividad de 4.63.

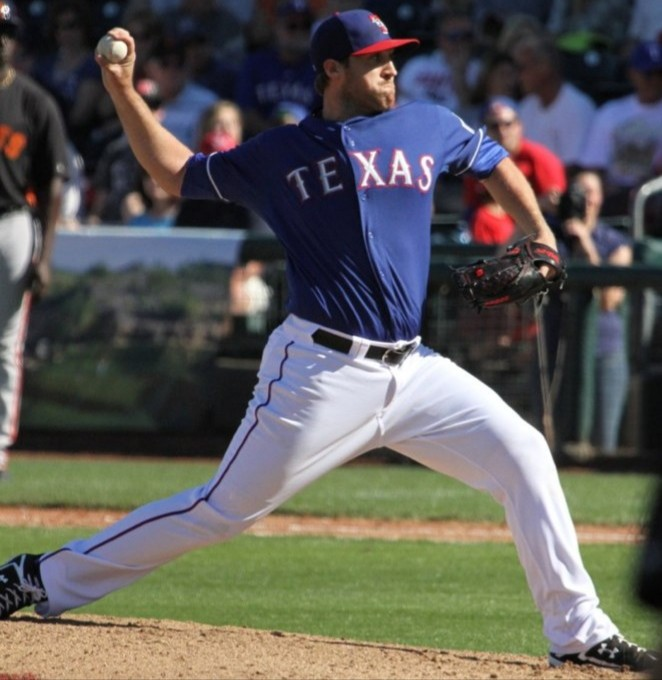
Josh Lindblom lanzando para los Rangers de Texas en el entrenamiento primaveral de 2013

### Rangers de Texas
Los Texas Rangers adquirieron a Lindblom y al prospecto lanzador de ligas menores Lisalverto Bonilla el 9 de diciembre de 2012 de los Filis de Filadelfia a cambio de Michael Young. Lindblom fue llamado a filas el 20 de mayo cuando Derek Lowe fue designado para asignación y enviado nuevamente al Triple-A Round Rock Express el 21 de mayo. Fue llamado nuevamente el 9 de junio.

### Atléticos de Oakland
El 3 de diciembre de 2013, Lindblom, junto con el jardinero Craig Gentry, fue traspasado a los Atléticos de Oakland por el jardinero Michael Choice y el jugador de cuadro Chris Bostick. Fue designado para asignación el 28 de noviembre de 2014.

### Piratas de Pittsburgh
Los Piratas de Pittsburgh reclamaron a Lindblom el 8 de diciembre de 2014.

### Gigantes de Lotte
El 15 de diciembre de 2014 firmó con los Lotte Giants de la Liga KBO. Lanzó allí las siguientes dos temporadas.

### Segunda temporada con los piratas
El 16 de diciembre de 2016, firmó un contrato de ligas menores con los Piratas de Pittsburgh que incluía una invitación al entrenamiento de primavera. El 6 de mayo de 2017, fue seleccionado para el roster de 40 después de que Jameson Taillon sufriera una lesión. Fue transferido a AAA el 24 de junio de 2017. Lindblom fue liberado por los Piratas el 12 de julio de 2017.

### Regresar a KBO
El 13 de julio de 2017, los Lotte Giants anunciaron que habían vuelto a contratar a Lindblom.

### Doosan Bears
El 11 de diciembre de 2017, los Doosan Bears anunciaron la firma de Lindblom con un contrato de un año y 1,45 millones de dólares. 2018 fue una temporada exitosa para lanzador; inició 26 juegos con un récord de 15-4, una efectividad de 2.88 líder en la liga y el premio Guante de Oro. Recibió el premio al Jugador Más Valioso de la Liga KBO 2019, después de registrar un récord de 20-3 con efectividad de 2.50 y 189 ponches en 194+2 ⁄ 3 entradas. Lindblom recibió su segundo premio Guante de Oro de lanzador para la temporada 2019.

### Cerveceros de Milwaukee
El 16 de diciembre de 2019, firmó un contrato de tres años por valor de 9,125 millones de dólares con los Cerveceros de Milwaukee. En su regreso a las ligas mayores en 2020, registró un récord de 2-4 y una efectividad de 5.16 con 52 ponches en 45.1 entradas lanzadas. Después de luchar por lograr una efectividad de 9.72 en 8 apariciones, fue designado para asignación el 26 de mayo de 2021. Fue transferido a Triple-A Nashville Sounds el 28 de mayo. Jugó toda la temporada 2022 con Nashville y se convirtió en agente libre después de la temporada el 6 de noviembre.
El 12 de enero de 2023, anunció su retiro del béisbol profesional a través de su cuenta personal de Twitter.

## Estilo de lanzamiento
Como relevista, se basaba principalmente en rectas de cuatro y dos costuras de alrededor de 91 mph y una recta cortada de 80, aunque también mezcló una bola curva, un slider y un cambio. 

## Vida personal
Está casado con Aurielle Lindblom. Tienen tres hijos: Presley, Palmer y Monroe. La hija de Lindblom, Monroe, nació con un defecto cardíaco congénito que requirió cirugía.
Es un cristiano devoto y asistió al Dream Center mientras jugaba en Los Ángeles. Lindblom y su esposa también establecieron una organización benéfica que donó 20.000 dólares a un banco de alimentos de Indiana.